# Rose (motorfiets)
Rose is een Australisch historisch merk van motorfietsen.
Van het merk Rose is - zoals bij veel Australische merken - vrijwel niets bekend.
Het produceerde in elk geval rond 1906 motorfietsen die waren voorzien van door Paul Kelecom ontwikkelde Antoine eencilinder viertaktmotoren, die door James Hill & Sons werden geïmporteerd.